# سنیرا
سنیرا (انگلیسی: Cenira؛ زادهٔ ۱۲ فوریهٔ ۱۹۶۵) بازیکن فوتبال اهل برزیل است.
از باشگاه‌هایی که در آن بازی کرده‌است می‌توان به باشگاه فوتبال فلامینگو اشاره کرد.
وی همچنین در تیم ملی فوتبال زنان برزیل بازی کرده‌است.